# Montagne russe

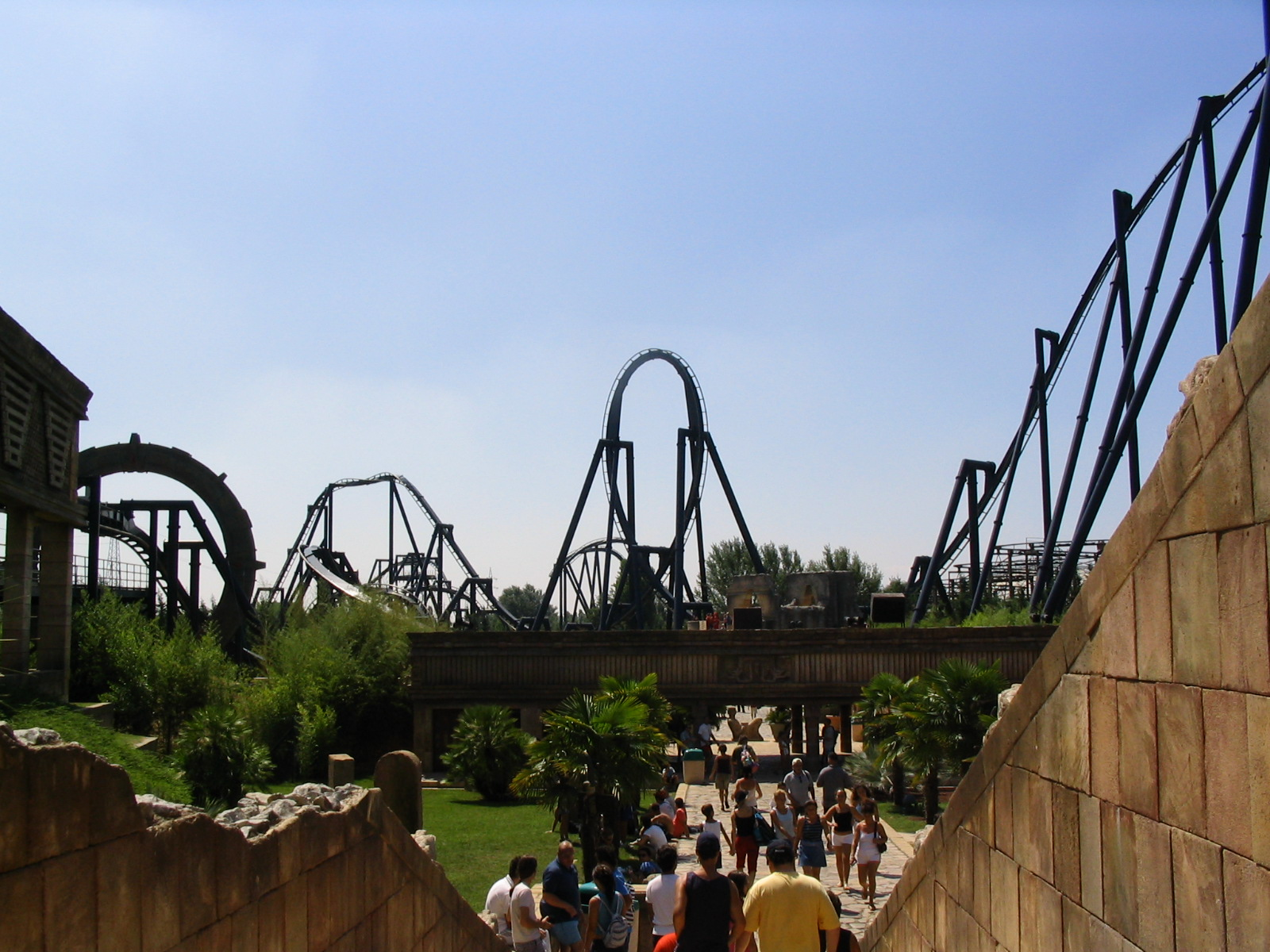
L'ottovolante invertito Katun di Mirabilandia

Le montagne russe (ottovolante o roller coaster) sono una tipologia di attrazione di luna park e parchi di divertimento, con una sorta di ferrovia in miniatura, il cui tracciato è composto da repentine salite e discese, curve paraboliche e, nei tipi più moderni, anche evoluzioni particolari. 
Il treno, composto unicamente da sedili e protezioni per gli ospiti, sfreccia a gran velocità sul percorso, portando, in alcuni modelli, gli ospiti anche a "testa in giù". Le montagne russe sono le attrazioni simbolo dei parchi di divertimento, sia per la loro imponenza, sia per la loro capacità di attrazione verso una grande fascia di ospiti.

## Nome

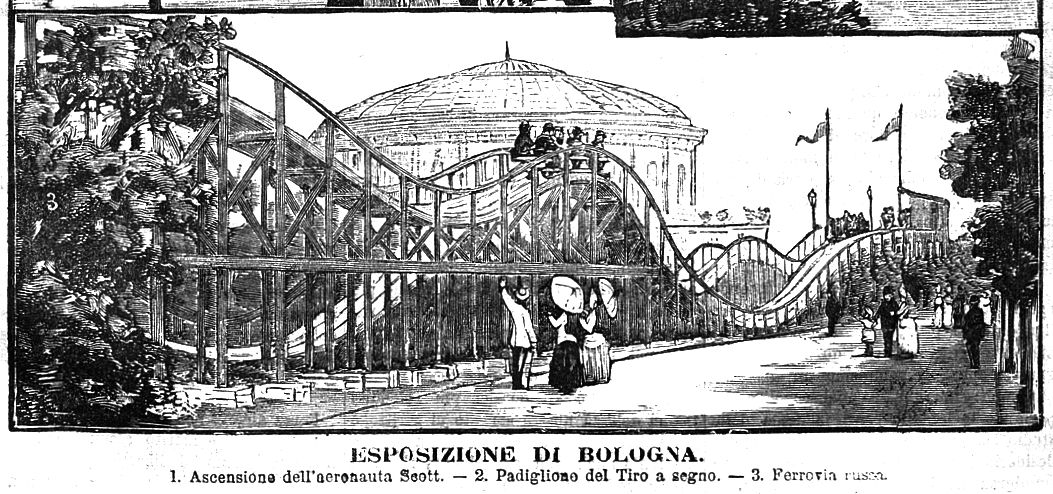
Ferrovia russa a Bologna nel 1888

L'espressione montagne russe è usata nei paesi di lingua neolatina e deriva dalle prime strutture conosciute costruite in Russia. Nell'Ottocento si trova utilizzato il nome ferrovia russa.
Nei paesi anglosassoni invece si usa il nome di roller coaster usato talvolta anche nei parchi divertimento italiani, mentre "Russian Mountains" si riferisce ai primi esempi nati in Russia e portati in occidente dalla Francia.

## Storia

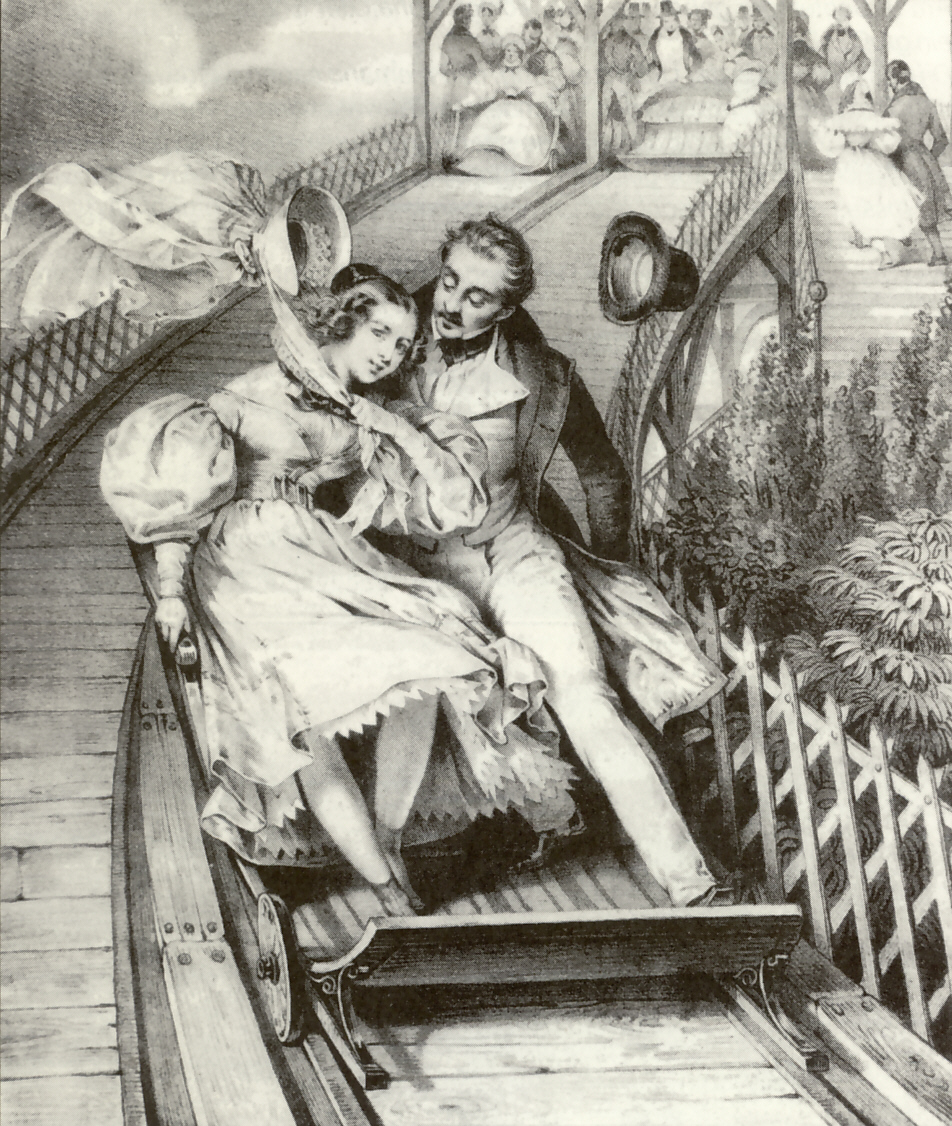
Rappresentazione grafica tramite litografia di una montagna russa di Trivoli (Illinois) del 1832

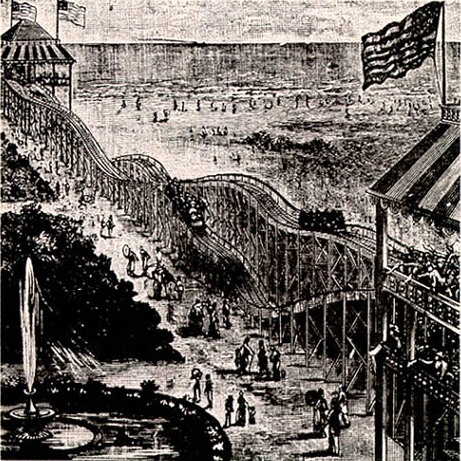
Thompsons Switchback Railway nel 1884

Sicuramente, bisogna risalire ai secoli XVI e XVII per individuare le origini delle montagne russe. Ed è proprio in Russia che compaiono, in quel periodo, i primi scivoli ghiacciati, tra cui va menzionato quello della reggia di Oranienbaum, nei dintorni di San Pietroburgo voluto dall'Imperatrice Caterina II di Russia e costruito da Antonio Rinaldi. Strutture in legno, alte anche 15-20 metri, su cui scivolare con una slitta, ad una velocità che poteva arrivare anche ai 70 km/h. L'idea piacque ad un uomo d'affari francese, che volle importare l'idea nel suo Paese. Ovviamente, le temperature erano diverse: le slitte vennero prima incerate poi montate su ruote. È nel 1817 che compare l'attrazione "Le Montagne Russe di Belleville": due tracciati identici e adiacenti (così da permettere la sfida e relative scommesse), con vere e proprie carrozze che vi correvano sopra.
Ma l'attrazione nella sua veste definitiva compare negli Stati Uniti, più precisamente in Pennsylvania nel 1827. La Mauch Chunk Switchback Gravity Railroad era la seconda ferrovia costruita negli USA e originariamente serviva per movimentare carbone dalla montagna al fiume Lehigh, caricando il materiale nei carrelli a monte e lasciando fare tutto alla gravità, con il solo ausilio di un coraggioso addetto ai freni. Tramite l'uso di muli, i carrelli venivano riportati in quota. Le potenzialità di questa sorta di attrazione vennero ben presto notate: la gente pagava 1 dollaro per salire a monte tramite treno a vapore (in sostituzione del mulo) e scendere a 140 km/h per il pendio. Gli ospiti continuavano ad aumentare: a monte vennero costruiti un albergo e un punto ristoro, mentre per il trasporto del carbone venne costruita una seconda ferrovia. L'attrazione operò continuamente senza incidenti fino al 1933, quando fu definitivamente chiusa.
Intanto, però, nel 1846 un inglese vendette ai francesi un'attrazione che presentava un giro della morte chiamata Centrifugue Railway (Chemin du Centrifugeur). Consisteva in una discesa di 14 metri che conduceva ad un anello (loop) di 4 metri, da affrontare su una minuscola slitta monoposto, che rimaneva a contatto con le rotaie solo per via della forza centrifuga apparente.
A fine Ottocento venne ripresentata l'idea del giro della morte a Coney Island, con la Flip-Flap Railway. Tuttavia, l'attrazione si rivelò eccessivamente rude, provocando continuamente colpi di frusta e dolori alla schiena. Fu chiusa dopo pochi anni. Ma sempre a Coney Island, nel 1901, Edward Prescott costruì un nuovo ottovolante, chiamato Loop the Loop. Presentava anch'esso un giro della morte, ma a forma ovale, per ridurre la forza centrifuga. Anche questo, tuttavia, rimase aperto per soli sei anni.
Il Parco Coney Island però stava già ospitando, dal 1884, la Gravity Pleasure Switchback Railway, una struttura lunga più di 200 metri ispirata dagli scivoli ghiacciati russi. I clienti salivano sulla prima torre, più alta, montavano su una carrozza e, tramite questa, scendevano lungo il percorso a sobbalzi, raggiungevano la seconda torre, la carrozza veniva girata e ripetevano il percorso al contrario. In realtà, questa attrazione aveva uno scopo più panoramico: le carrozze erano dotate di panchine orientate lateralmente e la velocità non aumentava mai più di 10 km/h. La Gravity Pleasure ispirò molte innovazioni, tra le quali, ad esempio, un dispositivo meccanizzato di risalita a fune. Vennero poi montati i freni sul tracciato e gli stessi percorsi venivano sempre più allungati e resi più eccitanti.
Qualche anno dopo, nel 1892, le montagne russe approdano in Italia, e precisamente a Genova, in occasione dell'Esposizione Italo americana, celebrativa dei quattrocento anni della scoperta dell'America. L'impianto, costruito dalla ditta Giorgio Trice di Quarto al mare (all'epoca comune a sé stante ben distinto dal capoluogo ligure) concessionaria del brevetto della Patent Gravity Switchback Railway Co. Ltd. di Londra, misurava 130 metri di lunghezza ed era costituito da una rotaia doppia, percorsa da tre vagoncini della capienza di 10 persone ciascuna, al prezzo di 25 centesimi a corsa.
Nel 1912, John Miller, progettista di montagne russe, ne brevettò un tipo di rivoluzionario, che rese possibili notevoli miglioramenti nella sicurezza, maggiori pendenze, maggiori velocità e minor resistenza aerodinamica. Miller depositò più di 100 brevetti. Tuttavia, proprio durante la fase di maggior diffusione di questo tipo di attrazioni, la crisi americana del 1929 si fece duramente sentire. Vennero demoliti più di 1500 ottovolanti e, si stima, altrettanti in Europa.
Più o meno nello stesso periodo, poco prima dello scoppio della prima guerra mondiale, un tedesco di nome Otto portò l'attrazione in Italia, che venne presentata per la prima volta a Genova. L'attrazione, alta appena 10 metri – altezza tuttavia considerevole per l'epoca – si chiamava Otto Monorazzo, ma la gente la ribattezzò presto semplicemente "Otto volante". Il termine ottovolante nasce da questa attrazione, e non, come spesso comunemente si crede, dal fatto che i compact coasters, gli ottovolanti smontabili delle fiere, hanno una pianta a forma di otto.
Ma nel 1955 aprì Disneyland. In particolare, è fondamentale il contributo della Matterhorn Mountain che presentava una nuova fondamentale caratteristica: la rotaia in acciaio a forma tubolare. Fu una rivoluzione. Infatti, con questo tipo di binario, le ruote possono correre sopra, sotto e lateralmente alla rotaia, garantendo una elevatissima sicurezza. Con maggiore sicurezza per gli ospiti, viene da sé, il treno poteva ora affrontare qualsiasi tipo di percorso e qualsiasi evoluzione. Knott's Berry Farm nel 1975 apriva il Corkscrew, il primo ottovolante a presentare una speciale inversione chiamata, appunto, corkscrew (cavatappi). Un anno dopo, al Magic Mountain venne inaugurato il California's Great Revolution. Entrambi riproponevano, in chiave moderna (e sicura!) l'idea – vecchia di secoli – di viaggiare capovolti. Nel 1985 nel parco di Gardaland a Castelnuovo del Garda (Verona) fu costruita dalla ditta Vekoma una montagna russa in acciaio alta 30 metri (tuttora esistente), record europeo, composta da due giri della morte e due avvitamenti laterali, chiamata originariamente Magic Mountain e dal 2017 Shaman.
Negli ultimi anni, poi, l'industria delle montagne russe sta affrontando una forte crescita ed evoluzione, mai registrata prima. Periodicamente vengono presentati nuovi modelli, tutti innovativi, sempre più emozionanti, sempre più alti, in uno sviluppo che sembra non avere fine.

## Funzionamento

Rappresentazione animata

Almeno in teoria, il funzionamento della maggior parte delle montagne russe è molto semplice e sfrutta i principi elementari della fisica.
Il treno, di solito, lascia la stazione di carico e scarico per mezzo della spinta di apposite ruote munite di pneumatici (boosters). Tali ruote sono situate all'interno dei binari e, quando iniziano a girare, producono attrito sulla parte inferiore delle vetture, provocandone l'avanzamento e quindi la partenza. Il percorso prevede generalmente, subito dopo la stazione, un piccolo dislivello, in modo che la vettura (o il treno) continui ad avanzare per gravità fino all'inizio della salita, che può avvenire tramite diversi sistemi.
Il più comune è la salita cosiddetta a chain lift, ossia a catena. In questo caso la vettura, all'inizio della salita, si aggancia a una catena motorizzata che lo trascina in cima alla salita principale, la più alta di tutto il percorso. Da qui, una volta sganciatosi dalla catena, il treno non avrà altro "motore" se non la forza di gravità. Il tracciato, infatti, dopo la salita principale, si articola in una serie di salite e discese, per un continuo scambio di energia potenziale in energia cinetica, ovvero quota e velocità. Le colline (e nei tipi più moderne anche le varie evoluzioni, come loop, avvitamenti ecc.) saranno, nel percorso, via via sempre più basse, per compensare la perdita di velocità del treno dovuta all'attrito tra ruote e rotaia e fra lo stesso treno e l'aria. Una volta giunto alla fine del percorso, appositi freni (meccanici o elettromagnetici) rallentano e fermano il treno.
Un altro sistema talvolta utilizzato per la salita delle vetture prevede l'uso di ruote simili ai boosters usati nella partenza del treno dalla stazione. Questo sistema, se da un lato ha il vantaggio di permettere salite con tracciato diverso da quello rettilineo, ha d'altro canto l'inconveniente di costringere all'utilizzo di pendenze molto ridotte, poiché le ruote funzionano per attrito e non agganciano realmente la vettura, con il risultato che la parte in salita del tracciato, per raggiungere la stessa quota, si allunga notevolmente rispetto a quando si impiega la chain lift.
In alcuni moderni tipi di montagne russe, tuttavia, il treno viene "sparato" dalla stazione verso il percorso tramite motori a induzione lineare, evitando, così la salita motorizzata (detti "Launched Coaster"). In altri tipi, è il treno ad essere motorizzato, alimentato da struscio su una canalina elettrica posta sul binario.
Le montagne russe, a seconda della loro grandezza e complessità, vengono comandate da uno o più operatori del Parco. È fondamentale la console dove si trova una schematica rappresentazione del tracciato con i vari blocchi, i pulsanti per l'apertura/chiusura dei cancelletti d'accesso, delle protezioni degli ospiti e quelli per la partenza del treno (che viene in gergo chiamata dispatch). Inoltre, sono ovviamente presenti i pulsanti per gestire le operazioni di emergenza. Ma il cuore dell'attrazione resta solitamente nascosto agli ospiti. Si tratta dei PLC che controllano, gestiscono, supervisionano l'intera attività automaticamente, tramite ricezione dei dati dagli innumerevoli sensori di vario genere sparsi lungo il percorso. Inoltre, un computer fornisce l'interfaccia grafica del resoconto dell'attrazione, mostrando tutti i dati utili e per mettersi in contatto direttamente con la casa progettista per la risoluzione dei problemi.

## Sicurezza

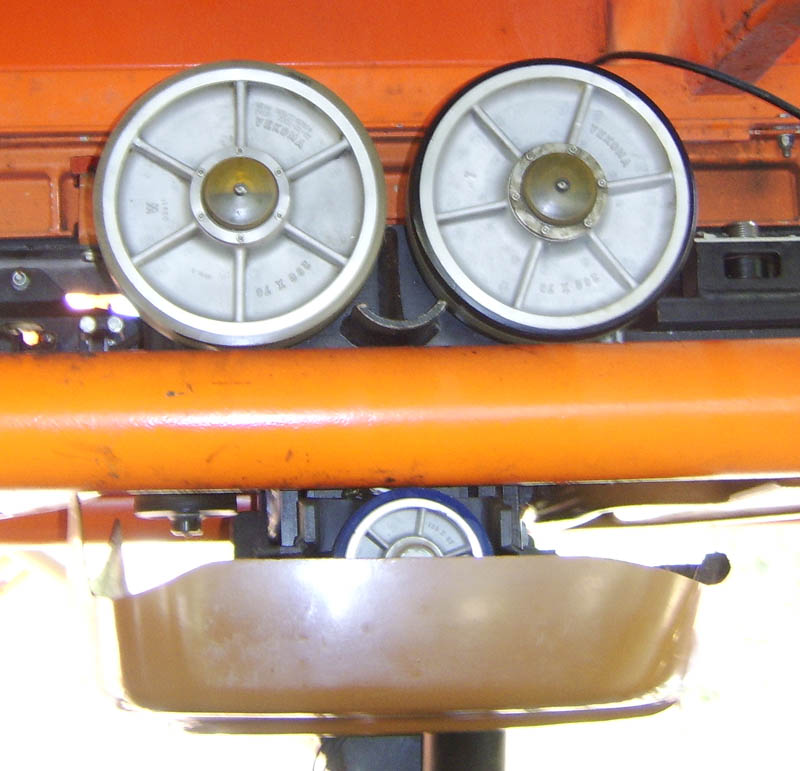
Rotaie del binario di un tipico Suspended Looping Coaster (SLC) di Vekoma

Dato che il treno delle montagne russe non ha freni, la sicurezza di questo tipo di attrazione va ricercata nel sistema a blocchi, analogo a quello usato nelle ferrovie. Il tracciato, infatti, è diviso in sezioni, tutte terminanti con un freno o con un sistema comunque in grado di bloccare il treno. Tramite una complessa disposizione di sensori, il PLC che controlla l’attrazione è in grado di rilevare la posizione dei treni. Un treno non può uscire da un blocco se il blocco successivo non è libero. La tipica divisione in blocchi è la seguente: stazione, salita a catena, blocco di metà percorso (block brake), freni finali, freni di sicurezza. Anche il binario di transfer, in alcune installazioni, costituisce un blocco.
È bene sottolineare come i freni posti durante il percorso siano costantemente chiusi: vengono aperti solo al momento del passaggio del treno. Ciò serve a impedire disastri in caso di black out. È innegabile l'elevatissimo livello di sicurezza raggiunto da queste attrazioni: al giorno d'oggi il pericolo maggiore deriva dalla inosservanza da parte degli ospiti delle prescrizioni. Ad esempio, chi soffre di problemi cardiovascolari dovrebbe astenersi dal provare le montagne russe, come specificato nei cartelli posti, a norma di legge, alle entrate delle varie attrazioni.
Si è a lungo discusso del rischio di danno per il cervello degli utenti, sottoposto a forti sollecitazioni. I pareri sono nettamente contrastanti, ma non si sono mai verificati incidenti significativi in questo senso. È vero, infatti, che le forze a cui vengono sottoposti gli ospiti sono elevatissime (4,5 g verticali, ad esempio, come nel decollo degli Shuttle), ma è fondamentale il tempo di esposizione del corpo a tali forze: negli Shuttle gli occupanti subiscono l'accelerazione per diversi minuti consecutivi, nelle montagne russe per una manciata di secondi in tutto.
Gli impianti, inoltre, sono dotati di altre apparecchiature di sicurezza. Ad esempio, è fondamentale un anemometro per valutare la velocità del vento. Un forte vento, infatti, potrebbe impedire al treno di completare il percorso, facendolo rimanere bloccato in segmenti anche non semplici da raggiungere per i soccorritori. E alcuni incidenti di questo tipo si sono verificati.
Infine, è doveroso citare l'assidua manutenzione del treno e dei tracciati: durante il periodo di chiusura del parco, i treni vengono completamente smontati e rimontati per analizzarne a fondo lo stato. Le montagne russe in legno richiedono una maggiore manutenzione, e anche per questo di anno in anno diminuiscono sempre più le nuove installazioni: il tracciato viene controllato addirittura ogni giorno. Un percorso in acciaio inoltre viene periodicamente pulito da eventuali impurità che potrebbero compromettere la corsa.

## Tipologie

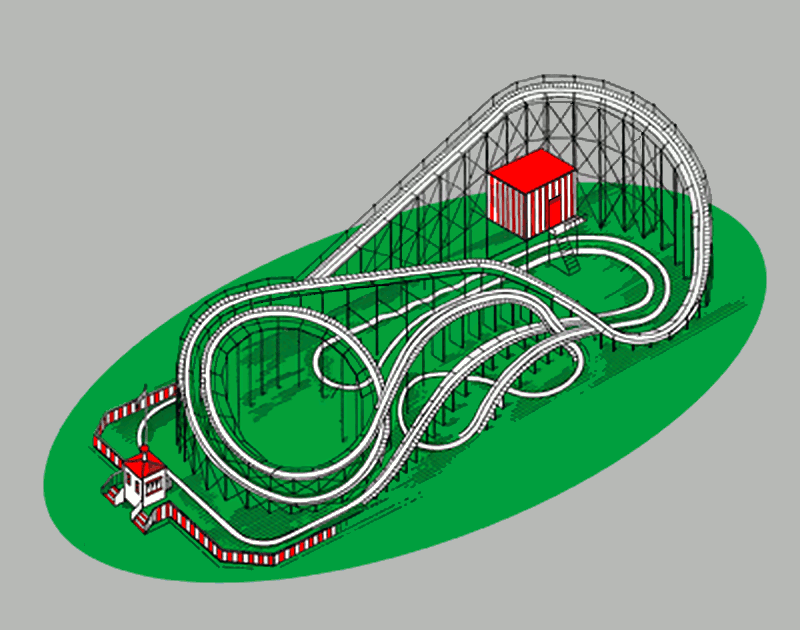
Rappresentazione grafica di una normale montagna russa

I tipi esistenti di montagne russe sono tantissimi ed è anche difficile effettuare una catalogazione rigorosa, perché ogni installazione presenta caratteristiche sovrapposte. La divisione principale delle montagne russe (in inglese roller coaster) che si può fare è tra quelle in acciaio (steel roller coaster) e quelle in legno (wooden roller coaster). Le montagne russe in legno sono quelle classiche, che ogni persona si figura come tipica attrazione dei parchi di divertimento. Sono composte da grandi incastellature di travi di legno (di vario genere); si caratterizzano per ampie curve paraboliche, repentini saliscendi e dal mastodontico impatto visivo. Si può dire che, eccetto per la stazione, il legno è il materiale del 95% della struttura. Le fondamenta sono cemento, le rotaie sono in acciaio. Le montagne russe in acciaio (steel coaster), invece, sono le più moderne e le più complesse ed è a questa categoria che si sottopongono numerose sottocategorie.

### Per tipo di treno

#### Bobsled coaster
In questo particolare tipo non ci sono vere e proprie rotaie. Il treno scorre, come un bob olimpico, su una pista a mezza sezione tubolare. Le curve paraboliche e i repentini cambi di direzione rendono emozionante queste montagne russe.

#### Dive Coaster

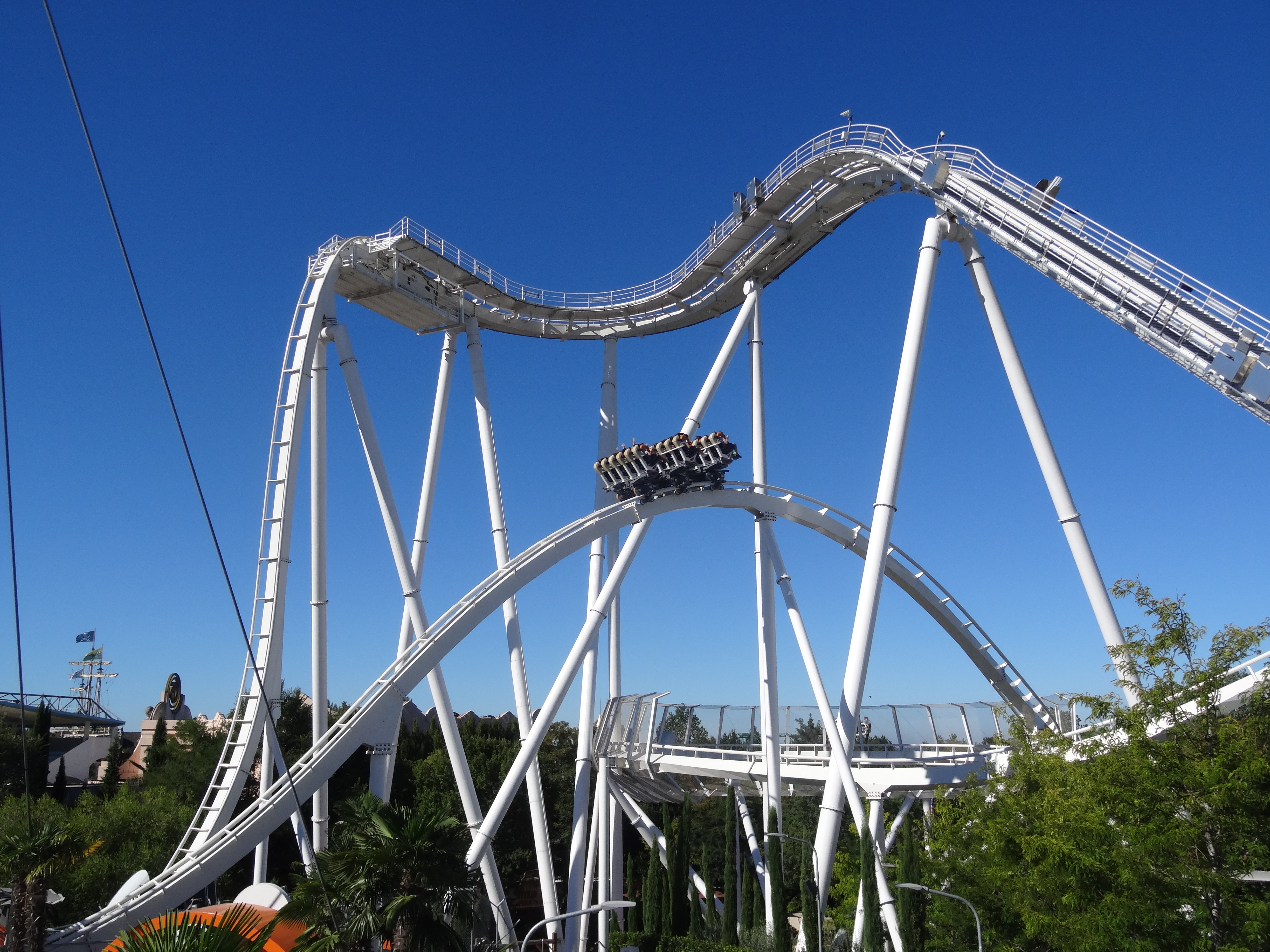
Oblivion di Gardaland.

Montagne russe con discesa verticale, ovvero con una inclinazione prossima a 90°. Il primo modello, Oblivion, fu installato nel 1998 a Alton Towers, Regno Unito, e aveva una inclinazione di 87°. Recentemente queste montagne russe sono state riconsiderate e rielaborate inserendo anche inversioni. Nel 2015 il parco divertimenti di Gardaland ha inaugurato il primo Dive Coaster italiano, nonché il più alto (42,50 metri di altezza) ed il più lungo (oltre 500 metri) di tutta Europa, con picchiata verticale a 87° e velocità massima di 100 km/h. Oltre al vertical drop presenta anche un loop di Immelmann e uno zero-g roll.

#### Floorless coaster
È una montagna russa senza pavimento. I sedili si trovano in posizione rialzata dal binario e non sono dotati di poggiapiedi. Gli ospiti rimangono così con le gambe a penzoloni sopra il binario. Compie tutti gli avvitamenti possibili.

#### Flying coaster
In queste montagne russe gli ospiti non sono seduti, ma distesi paralleli al binario. Forniscono la sensazione di volo e non è un caso che molti esemplari di questo genere si chiamino Superman. Oltre alle classiche inversioni, ne sono state elaborate alcune particolari per questo tipo.

#### Inverted coaster

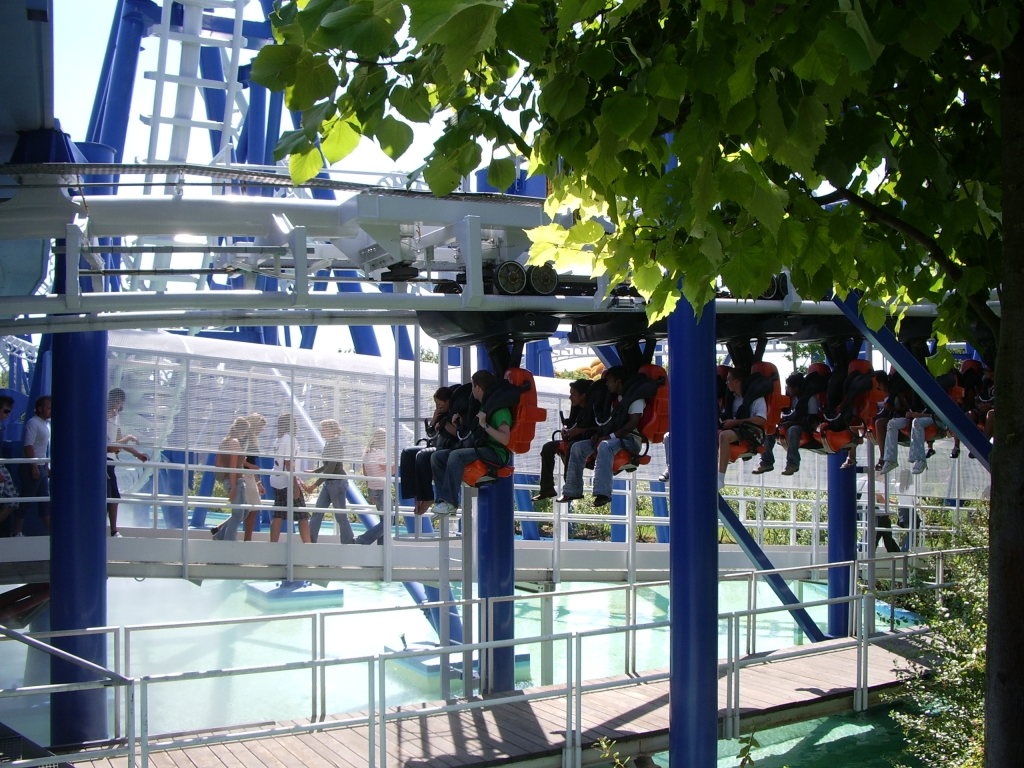
Blue Tornado di Gardaland

Con inverted coaster (letteralmente ottovolante invertito) s'intende un tipo di montagna russa sempre in acciaio dove i carrelli che trasportano i passeggeri scorrono appesi ai binari, pendendo da questi. Il passeggero quindi, come in una seggiovia alpina, rimane con i piedi sospesi nel vuoto e con le rotaie del percorso che corrono sopra la testa. In realtà, rispetto alle montagne russe convenzionali cambia solo il tipo di trenino (o carrello) poiché i sistemi di traino ed ancoraggio alle rotaie sono identici (ruote sopra, sotto e lateralmente alla rotaia). Con questa modifica il treno può ora affrontare un maggior numero di evoluzioni, tra le quali lo Zero G. Roll. Il primo inverted coaster è stato costruito nel 1992 dalla B&M nel parco divertimenti Six Flags Great America nell'Illinois ed è tuttora operativo; la stessa ditta viene considerata la creatrice ufficiale di questo fortunato tipo di montagne russe. Oggi, l'inverted coaster è una classica attrazione di ogni parco divertimenti di grandi dimensioni. La tecnica inoltre, ha permesso anche la messa a punto di modelli smontabili e trasportabili come quello abitualmente presente al luna park dell'Oktoberfest di Monaco di Baviera.

#### Minicoaster o Family Coaster
Sono montagne russe con un treno di dimensioni ridotte, talvolta senza schienale o imbracatura pettorale, prive di giri della morte, loop e inversioni improvvise, la cui velocità non supera in genere i 100 km/h, risultando così particolarmente adatti a bambini e famiglie. Se il vagone conta soltanto quattro posti, si parla di mine train coaster, in riferimento alla tradizionale usanza di tematizzare queste attrazioni come vecchie miniere. Il Brucomela, tipica attrazione da luna park itinerante, rientra in questa categoria.

#### 4th Dimension coaster
Il treno affronta un percorso dotato di speciali inversioni, mentre i vagoni ruotano verticalmente su loro stessi, con la capacità di portare gli ospiti a testa in giù anche senza inversioni. Tuttavia, combinando questa caratteristica con le già citate particolari inversioni si ottiene un ottovolante che rivoluziona il concetto di montagne russe stesso.

#### Screaming Squirrel

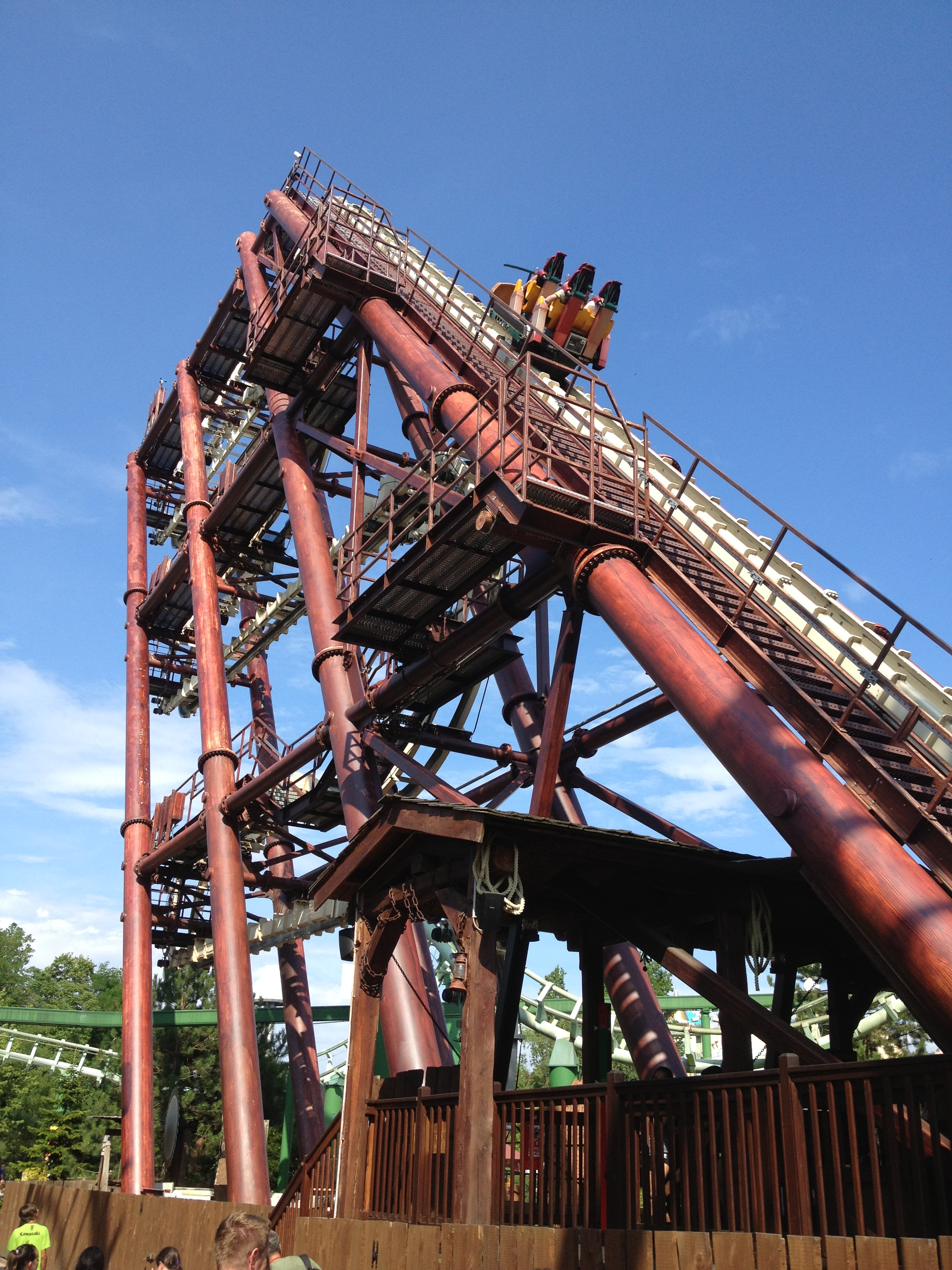
L'ex Sequoia Adventure di Gardaland. Dal 2019, a seguito di una ritematizzazione, l'attrazione è chiamata Sequoia Magic Loop.

Questo tipo presenta diverse particolarità rispetto alle montagne russe convenzionali: per prima cosa, la loro altezza è piuttosto limitata così come la velocità massima raggiungibile; anche il percorso è breve e abbastanza atipico, non presentando loop o giri della morte. La caratteristica principale dello Screaming Squirrel è che i passeggeri vengono tenuti a testa in giù per gran parte del percorso: dopo una breve salita quasi in diagonale, infatti, i vagoncini seguono un percorso lineare caratterizzato da improvvise curve di 180° verso il basso (in gergo tecnico chiamati saxophones data la loro rassomiglianza con le forme di un sassofono), che dapprima danno al passeggero la sensazione di cadere nel vuoto e poi li tengono a testa in giù fino alla curva successiva; successivamente ci sono generalmente altri 2 saxophones.
Esistono al mondo solo 3 modelli di questa montagna russa, il primo è stato aperto con il nome Sequoia Magic Loop a Gardaland Park (2005), il secondo a Mysterious Island (2006) (Zhuhai, Cina) e il terzo a Wonder Island (2007) (San Pietroburgo, Russia). Nel 2024 Sequoia Magic Loop è stata smantellata per dare spazio all'attuale drop tower: Wolf Legend. 

#### Sit-down coaster
Classiche montagne russe in cui si sta seduti. Con questa amplissima categoria si vuole differenziare queste montagne russe da quelle in cui gli ospiti sono in piedi (stand-up coaster) o distesi (flying coaster).

#### Spinning coaster
Montagne russe in cui le vetture ruotano su loro stesse. Possono avere un percorso standard (con evoluzioni dedicate) oppure possono essere associati ai Wild Mouse.
In Italia ne sono presenti 5 fissi, due in stile Wild mouse (Kung fu Panda Master al Gardaland Park,  Spinning Madness a FasanoLandia e Spacemouse a Fiabilandia) e 2 a percorso standard (Cagliostro a MagicLand, indoor e Spinner al Luneur).

##### Twister coaster
Spinning coaster di Zamperla in stile wild mouse che raggiungono altezze, velocità e intensità maggiori dei classici.
In Italia, oltre a vari itineranti, è stato installato Twister Mountain a Leolandia, era presente SpaccaTempo a Miragica, il più grande spinning in Italia, chiuso con il parco nel 2018.

##### Super Twister Coaster
Versione larga e capace di fare inversioni del Twister. Un prototipo è stato installato al Warner Bros. World Abu Dhabi con il nome Tom and Jerry Swiss Cheese Spin.

##### Compact Spinning
Altro prototipo Zamperla, uno Spinning compatto e rivolto ai bambini. Il primo prototipo è Formula Farm nel parco indoor della compagnia Luna Farm.
Anche l'azienda italiana Fabbri Group produsse vari modelli di spinning compatti con un layout a cascata, installati in Luna park itineranti, l'unico fisso è Jamming all'Europark Idroscalo a Milano.

#### Xtreme Spinning Coaster
Spinning Coaster della Mack Rides capaci di compiere evoluzioni e inversioni varie, il primo al mondo fu Time Traveler al Silver Dollar City.
Il più notevole è Ride To Happiness al Plopsaland de Panne, il più alto, veloce e con più inversioni spinning coaster al mondo; il coaster è considerato il migliore prodotto dalla ditta e nell'anno di apertura, 2019, il miglior coaster d'Europa.
Ora il coaster è considerato tra i migliori mai fatti.

#### Stand-up coaster
La particolarità di questo tipo di montagne russe è che gli ospiti non sono seduti, ma stanno in piedi, protetti da speciali maniglioni regolabili in altezza. Affrontano vari tipi di inversioni.
In Italia è presente solo FreeStyle al Cavallino Matto.

#### Suspended coaster
Una versione dell'inverted coaster senza looping nel percorso. È stata sviluppata dalla ditta Arrow Dinamics. Il suo treno è formato da gondole che possono oscillare fino ad angoli di 45° rispetto alla posizione normale, percorrendo le curve, essendo parzialmente svincolate dal binario. Il percorso si snoda quindi senza discese eccessivamente alte, ma si concentra piuttosto su curve e cambi di direzione continui; tuttavia non presentano mai inversioni e le curve e i repentini cambi di direzione sono i punti di forza di questa categoria. Il primo fu installato a Kings Island (Ohio, Stati Uniti) nel 1981. In Italia ne è presente uno, Mirage Rosso a FasanoLandia.

#### Wing coaster

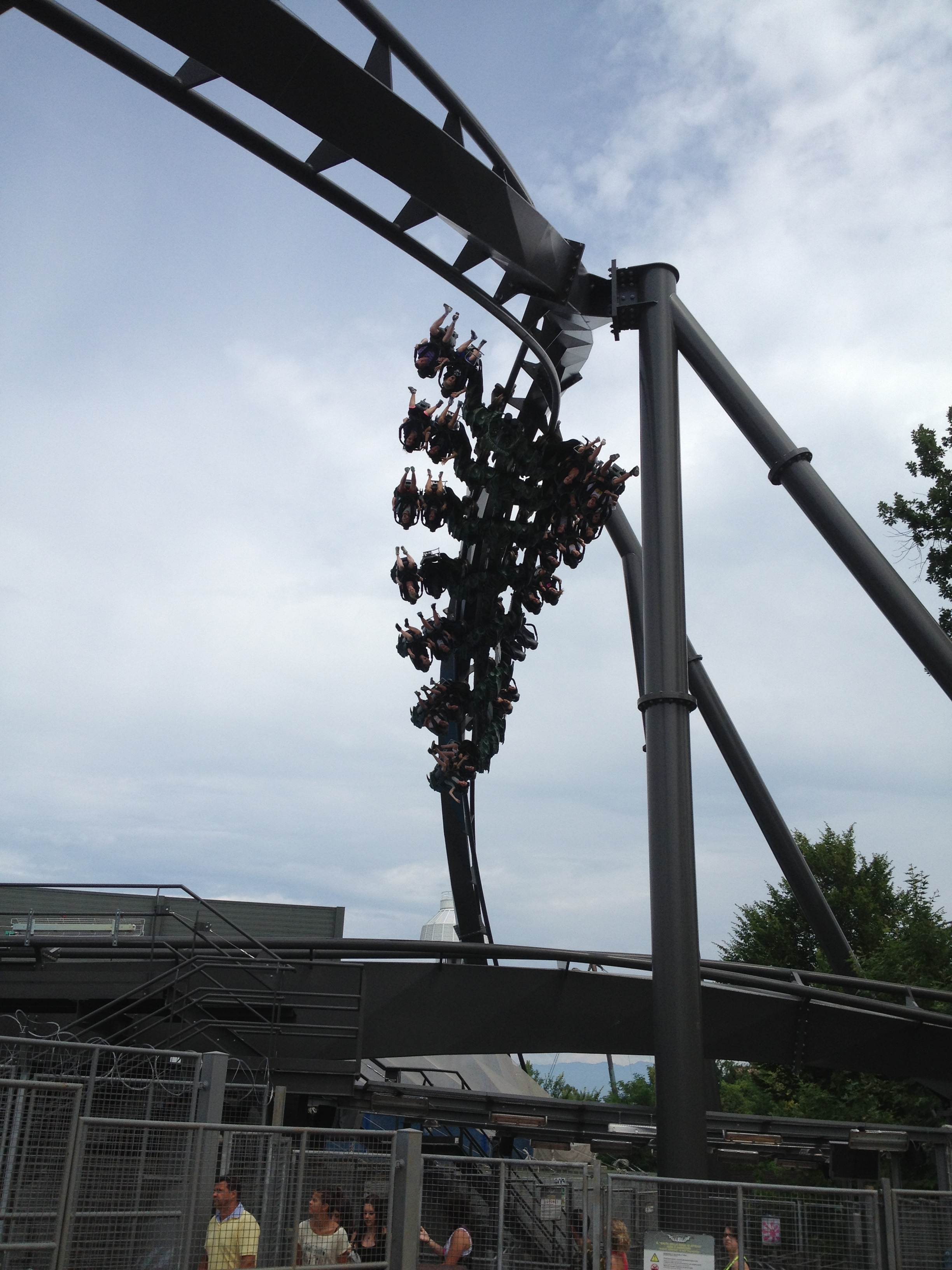
Raptor di Gardaland

In questo tipo di attrazione (definita anche "montagne russe alate") l'ospite è seduto con i piedi nel vuoto ed il binario su cui scorre il treno è a fianco: il passeggero ha, pertanto, la sensazione di trovarsi come sull'ala di un aereo o di una creatura volante. Il primo in Europa è Furious Baco (Portaventura, Spagna), mentre in Italia il primato per l'introduzione di questo tipo di coaster spetta a Gardaland Park che, nel 2011, ha inaugurato Raptor, primo al mondo, prodotto dalla società svizzera B&M (Bolliger & Mabillard).
Family Drop Coaster
Family coaster di Intamin con una sezione in caduta libera e parti indoor. Poco diffusi, i più conosciuti sono THI3TEEN ad Alton Towers e Inferno a Cinecittà World, unico in Italia ed unico completamente indoor, in precedenza a tema fantasmi e chiamato DarkMare.

### Per tipo di tracciato

#### Boomerang coaster
In questo tipo il treno viene trainato all'indietro dalla stazione fino in cima ad una salita, poi viene lasciato cadere in avanti. Il treno attraversa quindi la stazione e compie il suo giro fino a giungere ad un'altra salita verticale, dove viene trainato verso l'alto per una quindicina di metri e per poi ricadere all'indietro e ripercorrere l'intero percorso con i passeggeri "spalle al percorso". Famosi sono i modelli "Boomerang" della Vekoma, che contiene una sezione centrale a forma di Boomerang (costituita da 2 mezzi giri e 2 semi-avvitamenti). Bellewaerde (Belgio) è stato il primo parco divertimenti ad installare un Coaster di questo tipo.

#### Corkscrew coaster
Letteralmente, "montagne russe a cavatappi". Prendono il nome dall'inversione caratteristica di questo tipo, ovvero il corkscrew, un particolare avvitamento ispirato, appunto, dalla forma di un cavatappi. Particolarmente diffuso negli anni '70-'80, sta ora lasciando spazio a nuove e più moderne montagne russe.  I nuovi tipi , comunque , spesso incorporano il corkscrew.

#### Dual-tracked coaster
In italiano "montagna russa a doppio circuito", è un tipo di tracciato costituito da due (o più) circuiti. I percorsi delle due montagne russe sono spesso sincronizzati e si intersecano in modo da dare visivamente l'impressione che i treni si stiano confrontando. In Italia sono presenti Desmo Race e Max Adventure Master Thai, entrambi a Mirabilandia.

#### Looping coaster
Ottovolante caratterizzato dalla presenza di uno o più loop (ovvero il cosiddetto giro della morte) nel percorso. È prodotto sia con rotaia leggera e quindi trasportabile (per luna park), sia con rotaia più pesante (per parchi stabili). In Italia è presente Shaman a Gardaland Park.

#### Multi-inversion coaster
Montagne russe che presentano almeno otto inversioni. In Italia è presente Altair a Cinecittà World.

#### Reverse free fall coaster
In questo tipo di montagne russe il carrello (non un treno) viene accelerato da motori elettromagnetici fino a raggiungere una elevata velocità. A questo punto il binario si inclina verso l'alto fino a diventare verticale, come una torre. Il carrello arriva fino all'altezza a cui la velocità raggiunta permetteva di arrivare, poi ricade all'indietro in caduta libera, generando vuoto d'aria prolungato negli ospiti.

#### Shuttle coaster
Montagne russe che presentano un percorso non chiuso. Il treno effettua una parte di percorso e poi ritorna indietro in stazione. A questa categoria appartengono altre categorie per differenziarne il metodo di propulsione e messa in moto del treno.

#### Vertical drop coaster
In tutto e per tutto sinonimo di Dive Coaster.

#### Water coaster

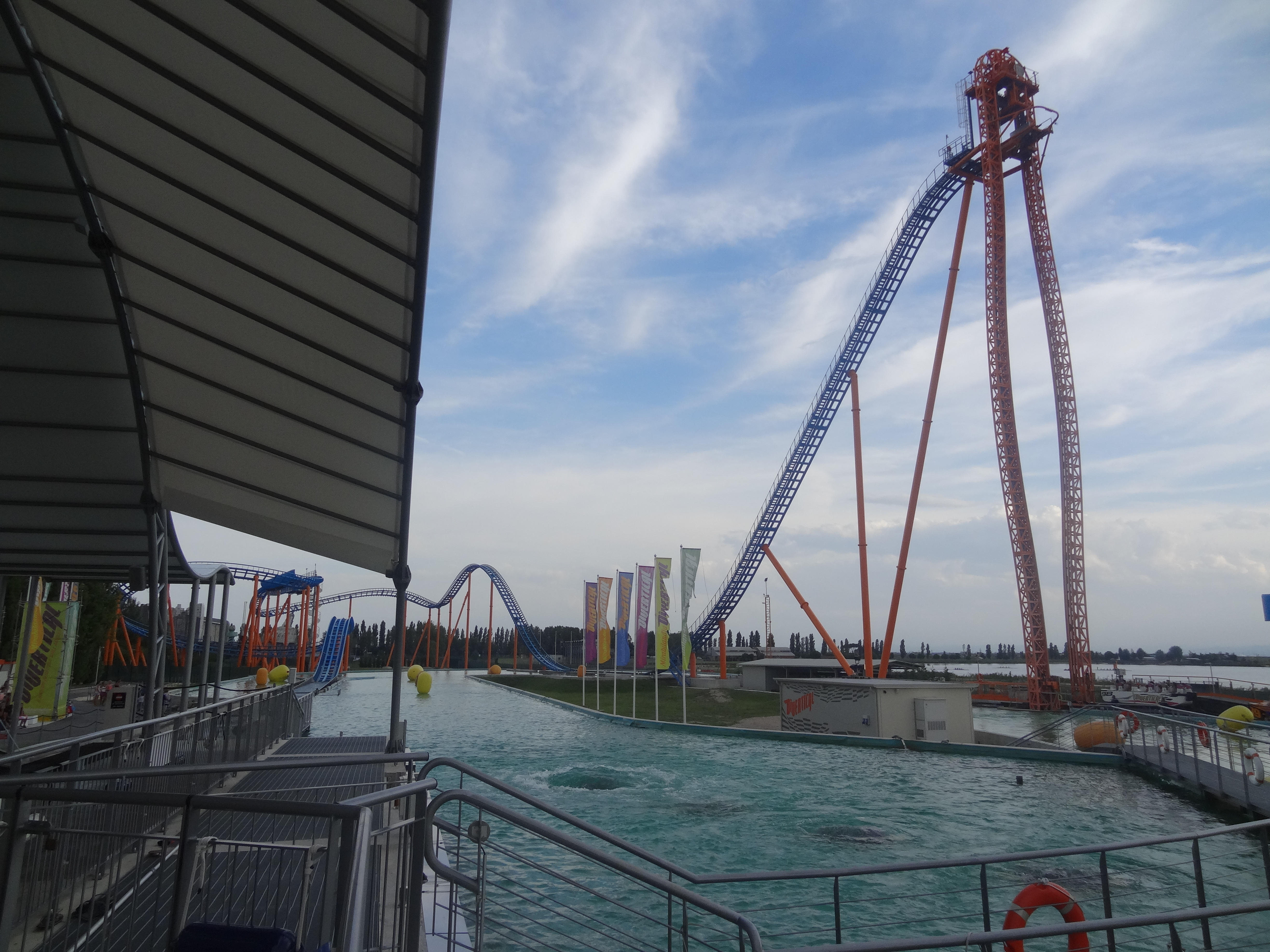
DiVertical a Mirabilandia: il water coaster più alto del mondo.

Installazione che unisce il divertimento di un'attrazione acquatica al brivido delle montagne russe. Si affronta il percorso su carrozze a forma di barca che compiono prima alcune evoluzioni e poi si tuffano in una piscina sollevando onde e spruzzi che bagnano gli ospiti.
Pur presentando caratteristiche comuni – quali i forti dislivelli, la struttura consiste in un percorso all'aperto e l'uso dell'acqua – i water coasters non devono essere confusi con le flume rides, che se ne distinguono principalmente per l'assenza di rotaie, per il ruolo attivo svolto dall'acqua nell'avanzamento delle vetture e per l'uso di sistemi di sollevamento (tapis roulant) estranei ai roller-coasters.
In Italia è presente DiVertical a Mirabilandia, alto 60 metri, il più alto al mondo.

#### Wild Mouse coaster
Caratterizzato soprattutto dal fatto che le curve non sono paraboliche, ma sono brusche e a 90 gradi, sottoponendo gli ospiti a una rilevante accelerazione laterale. Ovviamente le velocità sono ben calibrate. I percorsi non presentano inversioni e sono a zig zag. In Italia di fissi ce ne sono 2: Gold Digger a Mirabilandia e Wild Mine al Cavallino Matto.

#### Spike Coaster
Tipologia di coaster a tracciato singolo con veicoli che simulano delle moto interattivi prodotti dalla Maurer Rides. Si distinguono in Spike Racing e Spike Dueling. Un prototipo senza elementi adrenalinici è stata aperta nel 2017 al Allgäu Skyline Park in Germania sotto il nome di Sky Dragster. Il primo al mondo, unico dueling, è stato Desmo Race aperto nel 2020 a Mirabilandia, in Italia. In seguito è stato aperto il primo Racing sulla nave da crociera della Carnival Cruise Mardi Gras come Bolt, altri due cloni verranno aperti sulle altre due navi della compagnia Celebration e Jubilee, il primo a fine 2022 e il secondo nel 2023. Il secondo Racing ad aprire e più grande sarà Space Cruiser sulla nave Dream Cruises, il più grande Roller Coaster su una nave da crociera.

#### Vertical Drop Track Coaster
Detto anche semplicemente drop coaster. Il binario di questa tipologia è suddiviso in due segmenti contigui ma distinti, il secondo dei quali si trova più in basso rispetto al primo, il quale termina con una sezione distaccata in grado di scendere, in genere molto rapidamente, al livello del secondo segmento, trovandosi all'inizio dello stesso. Il visitatore ha dunque la sensazione di precipitare per alcuni metri. Se il tracciato non prevede loop o giri della morte, viene definito family drop coaster. Un esempio di questa attrazione è Inferno a Cinecittà World.

### Per tipo di risalita/propulsione

#### Risalita via cavo
Montagna russa che sale in cima ad una rampa per mezzo di un cavo.

#### Risalita via catena
Montagna russa che sale in cima ad una rampa per mezzo di una catena.

#### Risalita ad ascensore
Montagna russa che sale in cima ad una rampa per mezzo di una piattaforma che si muove verticalmente verso l'alto, come un ascensore. Il Divertical di Mirabilandia si serve di questo sistema di risalita.

#### Launched coaster

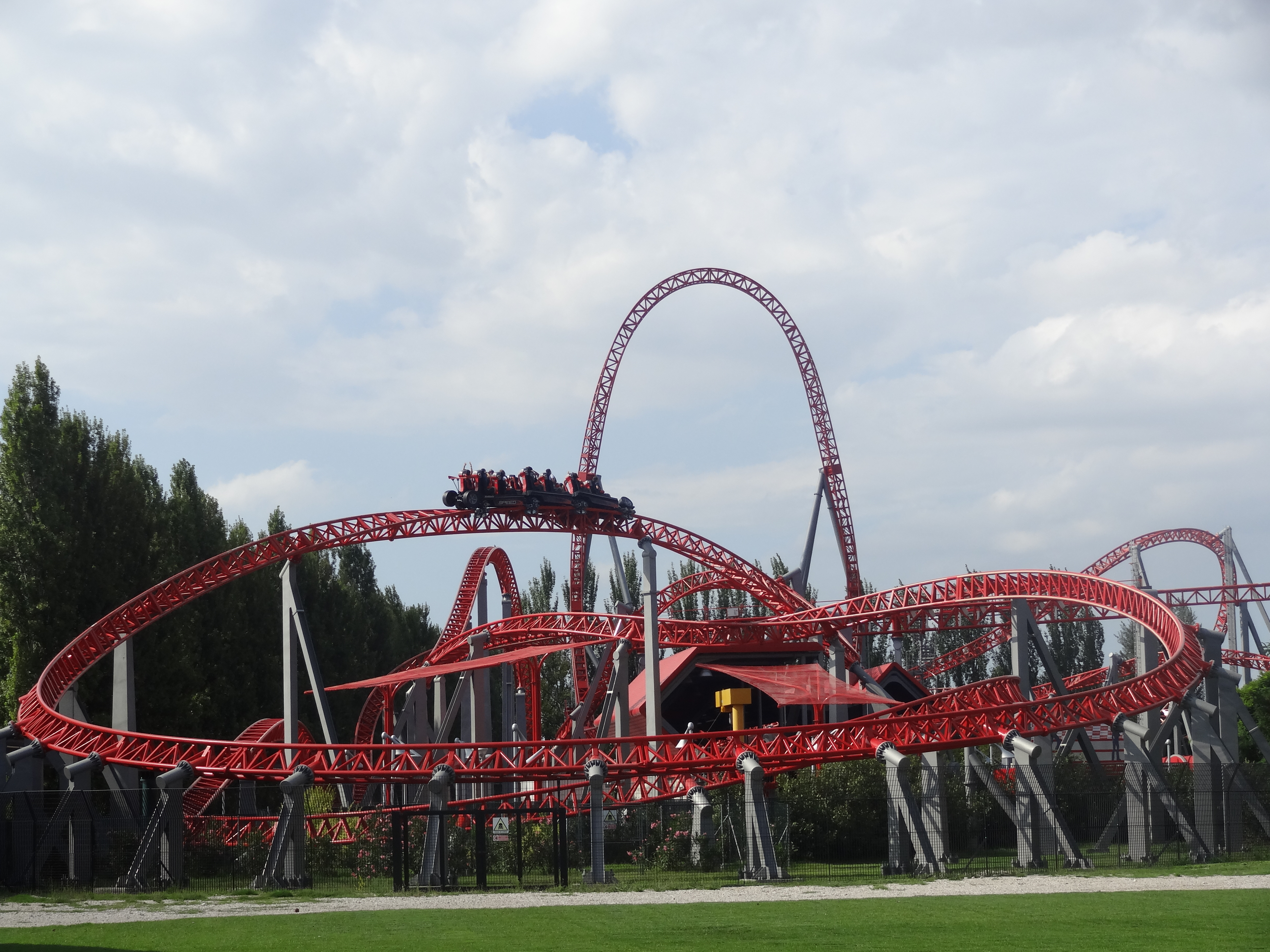
Il launched coaster iSpeed di Mirabilandia

Montagne russe atipiche, non dotate di prima salita meccanizzata. In questo caso, infatti, il treno, una volta lasciata la stazione, imbocca un binario di lancio dove viene "sparato" verso il percorso tramite diversi meccanismi, meccanici o elettromagnetici. In Italia sono presenti 2 launched coaster: iSpeed a Mirabilandia e Shock (X-Car coaster) a MagicLand; era presente SenzaFiato a Miragica, primo in Italia, chiuso assieme al parco nel 2018.

#### Powered coaster
Altro tipo anomalo di montagne russe. Il convoglio è dotato di motore proprio alimentato dallo struscio con una canalina elettrica posta sul binario. In Italia sono presenti Rexplorer a Mirabilandia e Mirage Rosso a FasanoLandia.

### Per altezza

#### Junior coaster
Con questo termine ci si riferisce a tutte le montagne russe dedicate ai bambini. Non raggiungono altezze elevate, le velocità sono ridotte, non presentano inversioni. Per non permettere alle vetture di raggiungere eccessive velocità, questi coasters hanno generalmente dei limitatori di velocità nelle discese. In Italia ce ne sono molti, i più famosi sono Dune a MagicLand, Ortobruco Tour a Gardaland Park, Leprotto Express a Mirabilandia e La valle degli Gnomi, Red Mountain e La miniera d'Oro a Fiabilandia.

#### Hypercoaster (o megacoaster)
Montagne russe più alte di 60 metri e più basse di 90.

#### Gigacoaster
Montagne russe più alte di 90 metri e più basse di 120.

#### Stratacoaster
Montagne russe più alte di 120 metri, al mondo ne esistono solo tre. In ordine di altezza sono Superman: Escape from Krypton al Six Flags Magic Mountain, Top Thrill Dragster al Cedar Point e Kingda Ka al Six Flags Great Adventure. Tutte queste attrazioni da record sono state prodotte dalla Intamin.

### Per tipo di veicolo

#### X-Car
Tipo di coaster con veicoli prodotti dalla Maurer Rides di piccole dimensioni con 3 file e protezioni sul bacino. Possono essere treni formati fino a 4 veicoli o a veicolo singolo.
Possono essere di vari tipi come l'Hollywood Rip Ride Rockit agli Universal Studios Florida, vertical megacoaster, o launched coaster come Formule X a Drievliet Family Park nei Paesi Bassi.
I più famosi sono l'Hollywood agli Universal e G Force al Drayton Manor, in Italia è presente solo Shock a MagicLand, launched a veicolo singolo.

### Altri
Va specificato che questo elenco è solo una descrizione molto sommaria delle montagne russe in circolazione. Innanzitutto perché al giorno d'oggi molte categorie si intersecano tra loro, ma soprattutto perché esistono molti altri tipi di montagne russe, ovviamente anch'esse emozionanti. Ad esempio: pipeline coaster, lateral friction coaster, reverse coaster, impulse coaster e molti altri.

## Record

### Record mondiali
- Montagne russe più veloci: Falcon's Flight, 249 km/h, Arabia Saudita.
- Montagne russe più alte: Falcon's Flight, 195 metri, Arabia Saudita.
- Montagne russe con discesa più lunga: Falcon's Flight, 158 metri, Arabia Saudita.
- Montagne russe con discesa più ripida: TMNT Shellraiser, 121.5°, USA.
- Montagne russe più lunghe: Falcon's Flight, 4250 metri, Arabia Saudita.
- Montagne russe con maggior numero di inversioni: The Smiler, 14 inversioni, Regno Unito

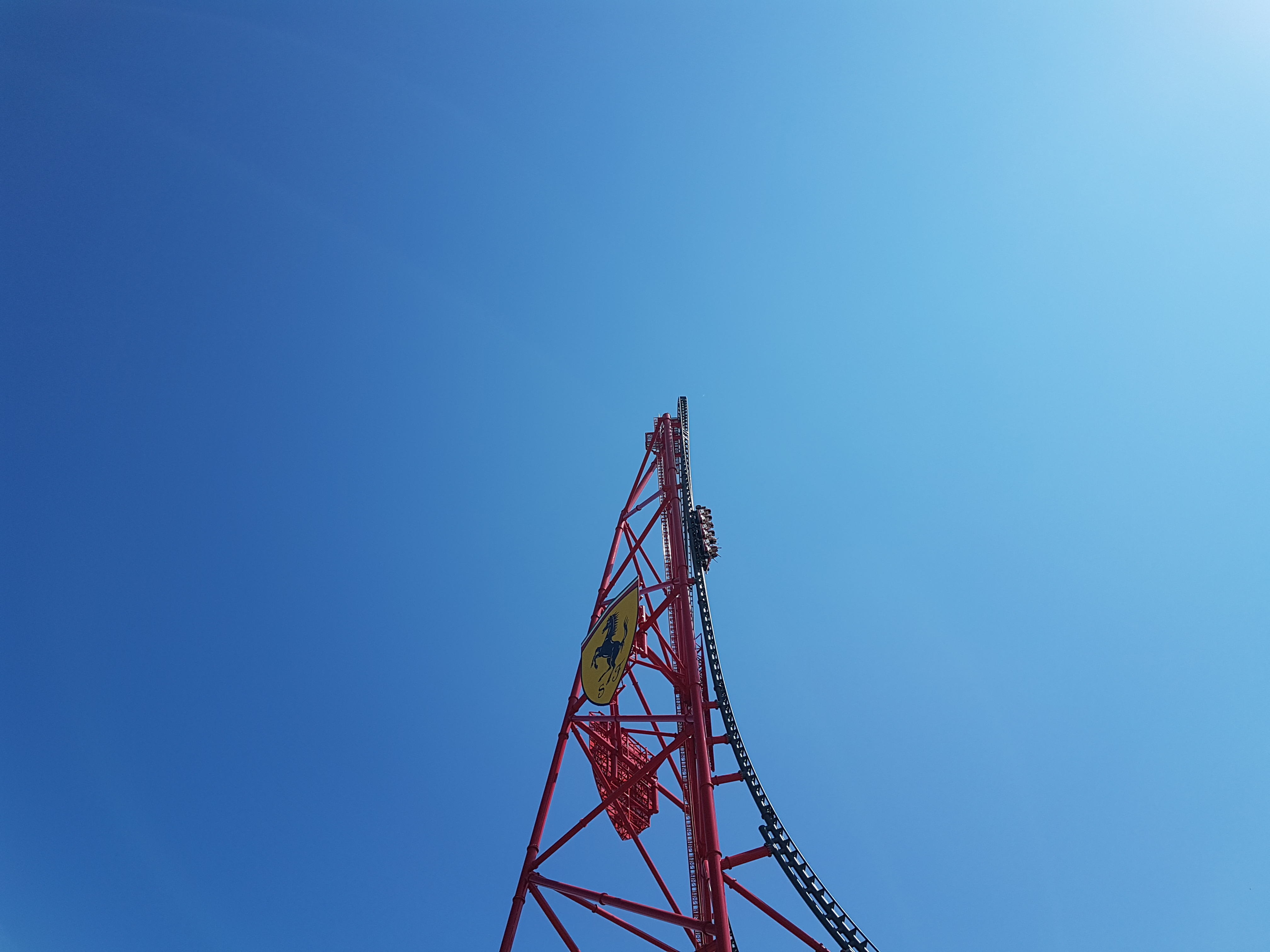
Red Force a Ferrari Land

### Record europei
- Montagne russe più veloci: Red Force,180 km/h, Spagna
- Montagne russe più alte: Red Force, 112 metri, Spagna.
- Montagne russe con discesa più lunga: Red Force, 110 metri, Spagna.
- Montagne russe con discesa più ripida: Timber Drop, 113°, Francia.
- Montagne russe più lunghe: The Big One, 1675.5 metri, Regno Unito.
- Montagne russe con maggior numero di inversioni: The Smiler, 14 inversioni, Regno Unito.

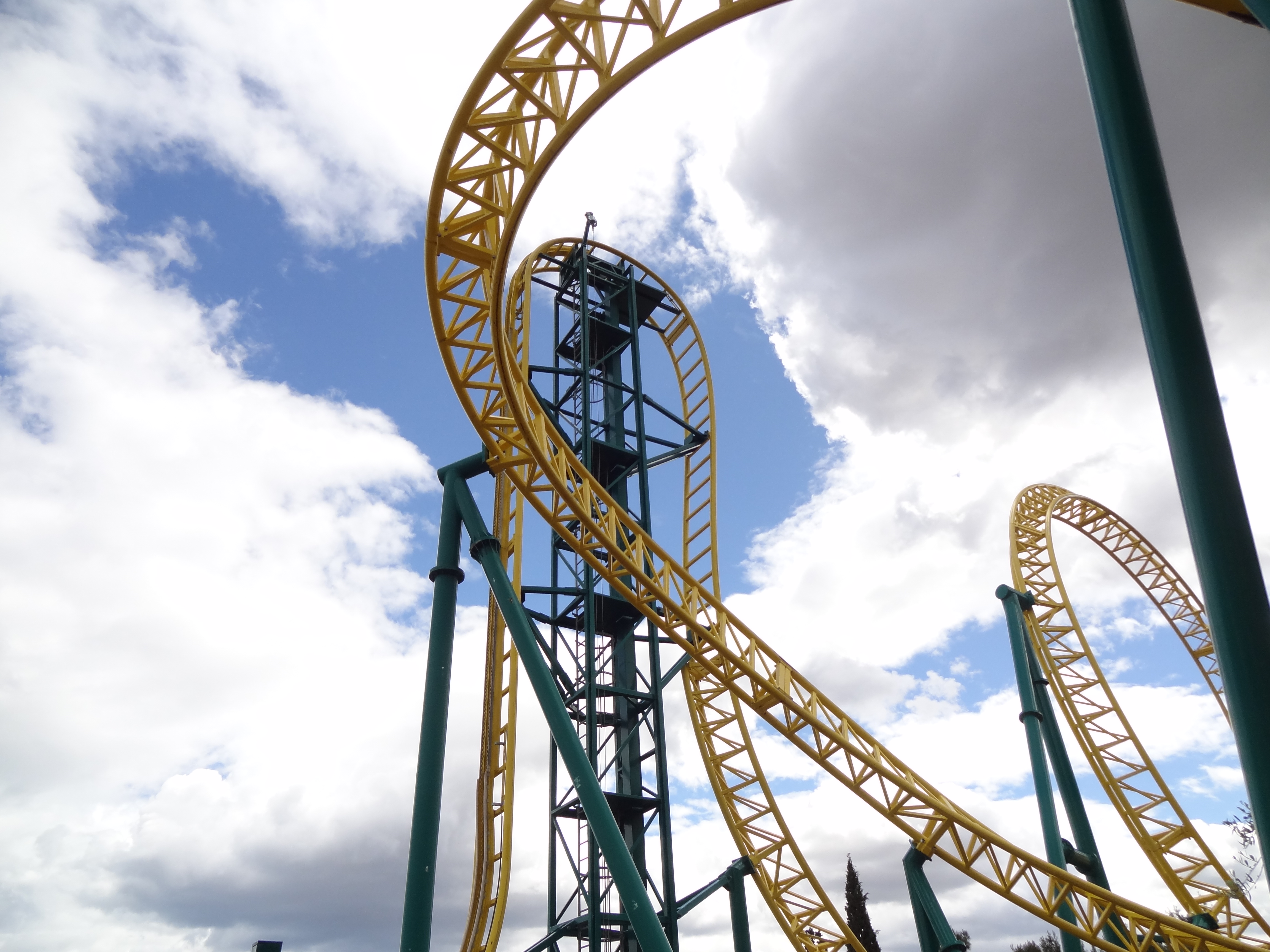
Prima caduta dell'Eurofighter

### Record italiani
- Montagne russe più veloci: iSpeed, 110 km/h, Mirabilandia.
- Montagne russe più alte: iSpeed, 55 metri, Mirabilandia.
- Montagne russe con discesa più lunga: Katun, 45 metri, Mirabilandia.
- Montagne russe con discesa più ripida: Eurofighter, 97°, Zoo safari Fasanolandia.
- Montagne russe più lunghe: Katun, 1200 metri, Mirabilandia.
- Montagne russe con maggior numero di inversioni: Altair, 10 inversioni, Cinecittà World.

## Progettisti
Il progetto di una montagna russa inteso come disegno del percorso e calcolo strutturale, viene eseguito o dall'azienda stessa che produce l'attrazione, e che quindi vende un prodotto di serie ed omologato (è il caso della Vekoma), oppure da studi e società d'ingegneria specializzati a cui le case costruttrici si rivolgono per il dimensionamento dei piloni, delle fondazioni e delle putrelle (come fanno la Intamin e la Bolliger & Mabillard).
- In questo settore l'ufficio di progettazione più famoso al mondo è il tedesco Ingenieur Büro Stengel GmbH di Monaco di Baviera; oltre ad aver progettato gli italiani Sierra Tonante, Katun e iSpeed di Mirabilandia, Huracan X di Gameland e Raptor di Gardaland è famoso per aver firmato progetti come Top Thrill Dragster e Millennium Force di Cedar Point, Batman: the Ride di Six Flags Great America (il primo inverted coaster, nel 1992), quello di Euro Star nel 1993 il primo ed attualmente ancora unico inverted coaster trasportabile al mondo abitualmente presente all'Oktober Fest di Monaco di Baviera, Kingda Ka la montagna russa più alta al mondo ed in via generale tutte le maggiori montagne russe nei parchi divertimento di tutto il mondo.
- Lo studio italiano più all'avanguardia è il mantovano Ride Tek.[senza fonte]

## Case produttrici
Le principali case produttrici al mondo di montagne russe sono:
- Bolliger & Mabillard, conosciuta anche come B&M (svizzera)
- Intamin (svizzera)
- Vekoma (olandese)
- S&S Worldwide (americana)
- Mack Rides (tedesca)
- Gerstlauer (tedesca)
- Maurer (tedesca)
- Premier Rides (americana)
- Rocky Mountain Construction (RMC) (americana)
- Great Coasters International (GCI) (americana)
- The Gravity Group (americana)

Altre ditte sono:
- Fabbri Group
- Bertazzon 3B
- L&T Systems
- Huss
- Interpark
- Meisho Amusement Machines
- PAX Company
- Preston & Barbieri
- Senyo Kogyo Co., Ltd.
- Zamperla
- Zierer

Ditte chiuse o comprate da altre ditte:
- Top Fun
- William Cobb
- Arrow Dynamics (comprata da S&S Worldwide)
- Pinfari (comprata da Interpark)
- Togo
- Schwarzkopf
- Giovanola

## Nella cultura di massa
Il film thriller statunitense Rollercoaster - Il grande brivido è incentrato su alcuni attentati contro montagne russe e altre attrazioni di parchi di divertimenti.
Il film horror Final Destination 3, terzo capitolo della saga di Final Destination, si apre con un drammatico incidente alle montagne russe di un luna park.
Nella serie di videogiochi manageriali RollerCoaster Tycoon bisogna costruire e gestire una serie di parchi divertimenti, avando a disposizione giostre, autoscontri e in particolare decine di tipi diversi di montagne russe.
Nel 2010 il designer lituano Julijonas Urbonas ha ideato l'Euthanasia Coaster, un ipotetico progetto di un impianto di montagne russe, mai realizzate in pratica, che sarebbe in grado di provocare la morte dei propri passeggeri per ipossia cerebrale tramite una rapidissima discesa, al termine della quale la vettura raggiungerebbe una velocità di 360 km/h, e la successiva serie di 7 inversioni clotoidi di diametro sempre inferiore.

## Galleria d'immagini

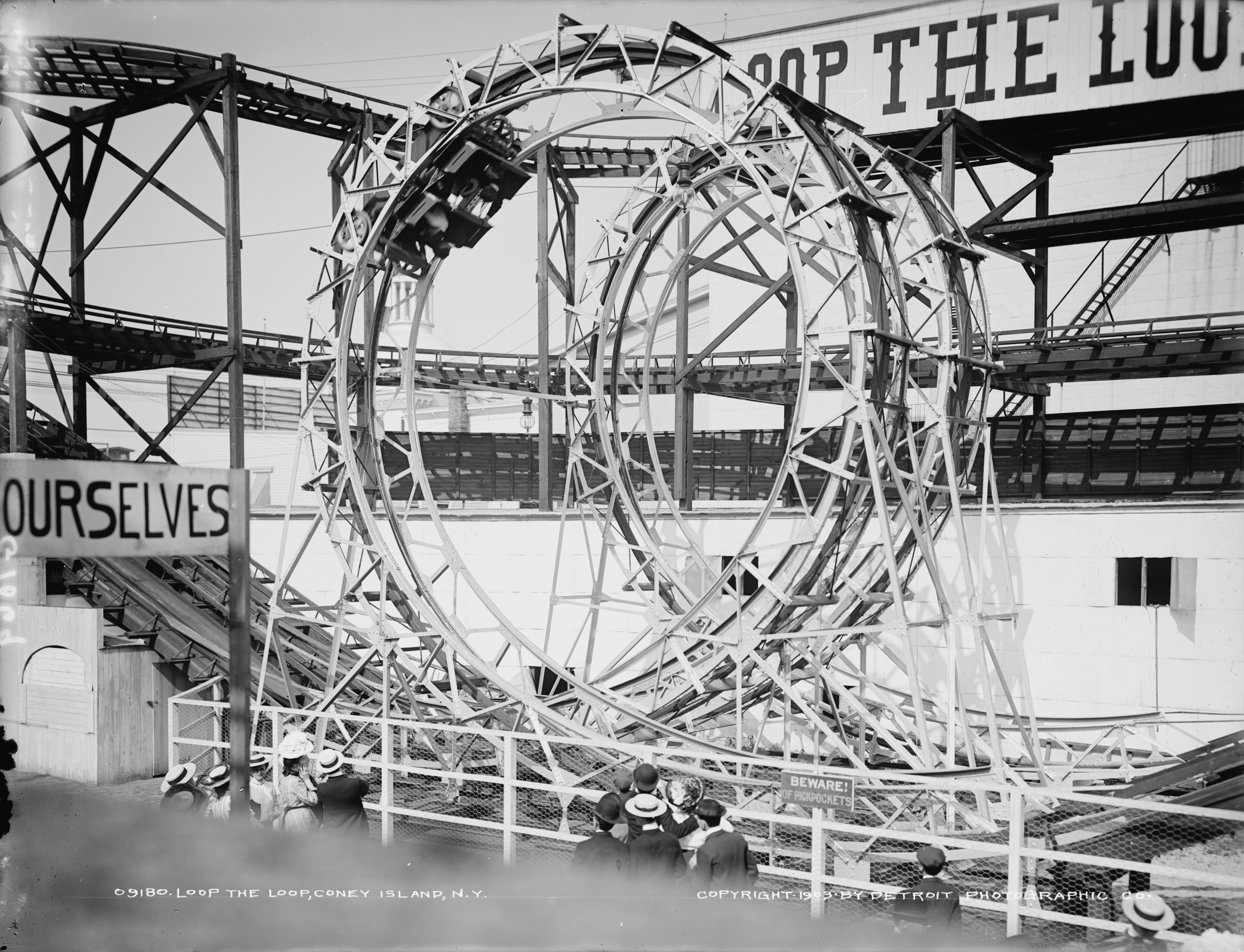
Loop the Loop, Coney Island (1903)
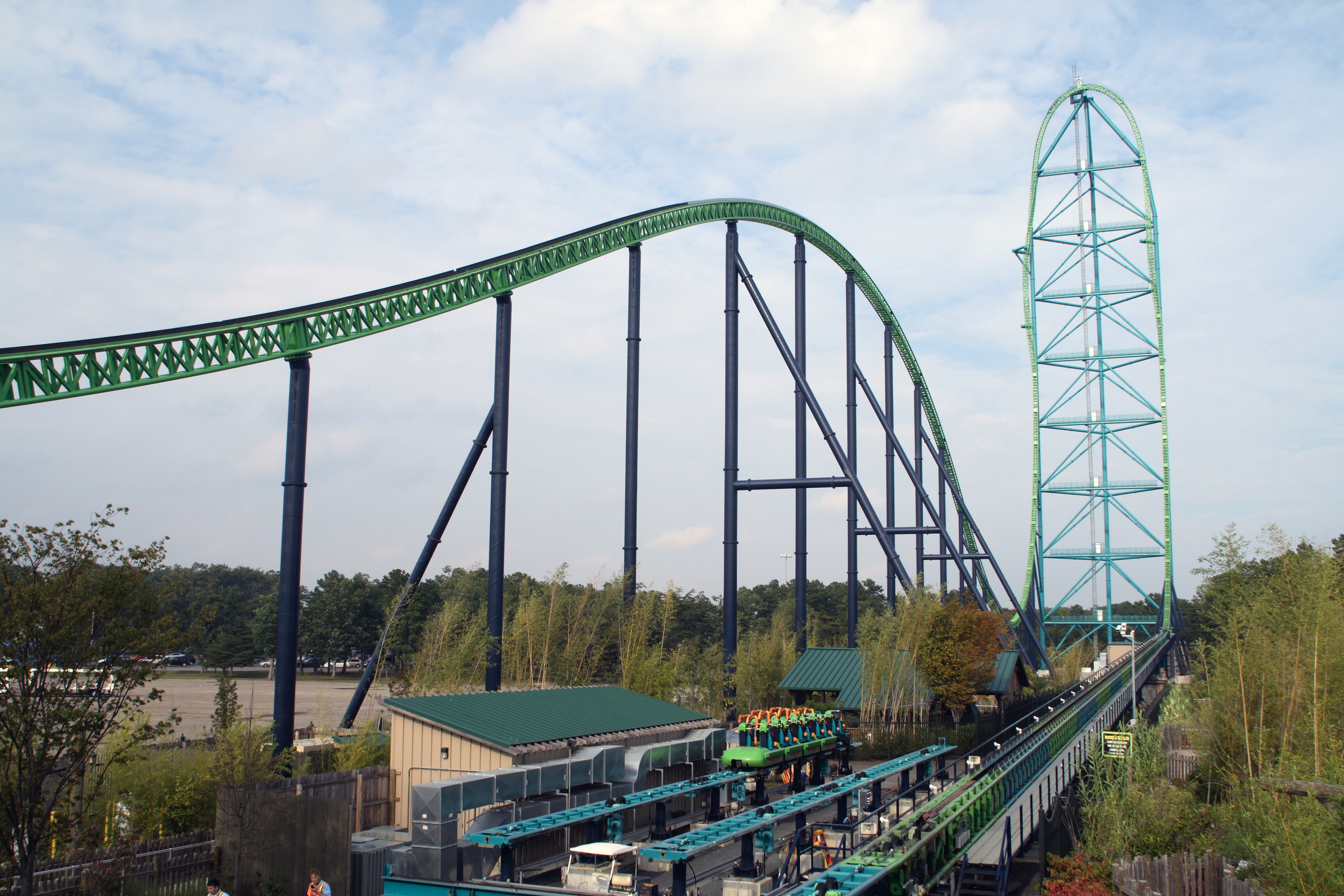
Kingda Ka
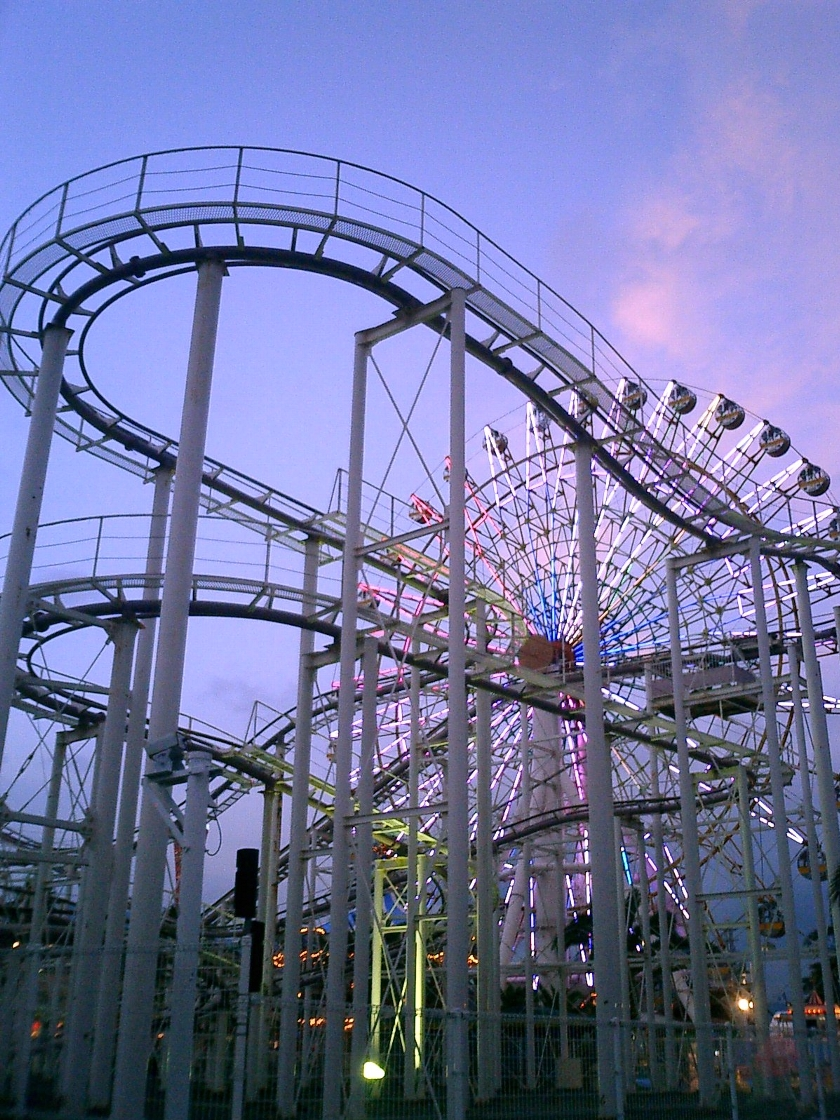
Mozaic Garden
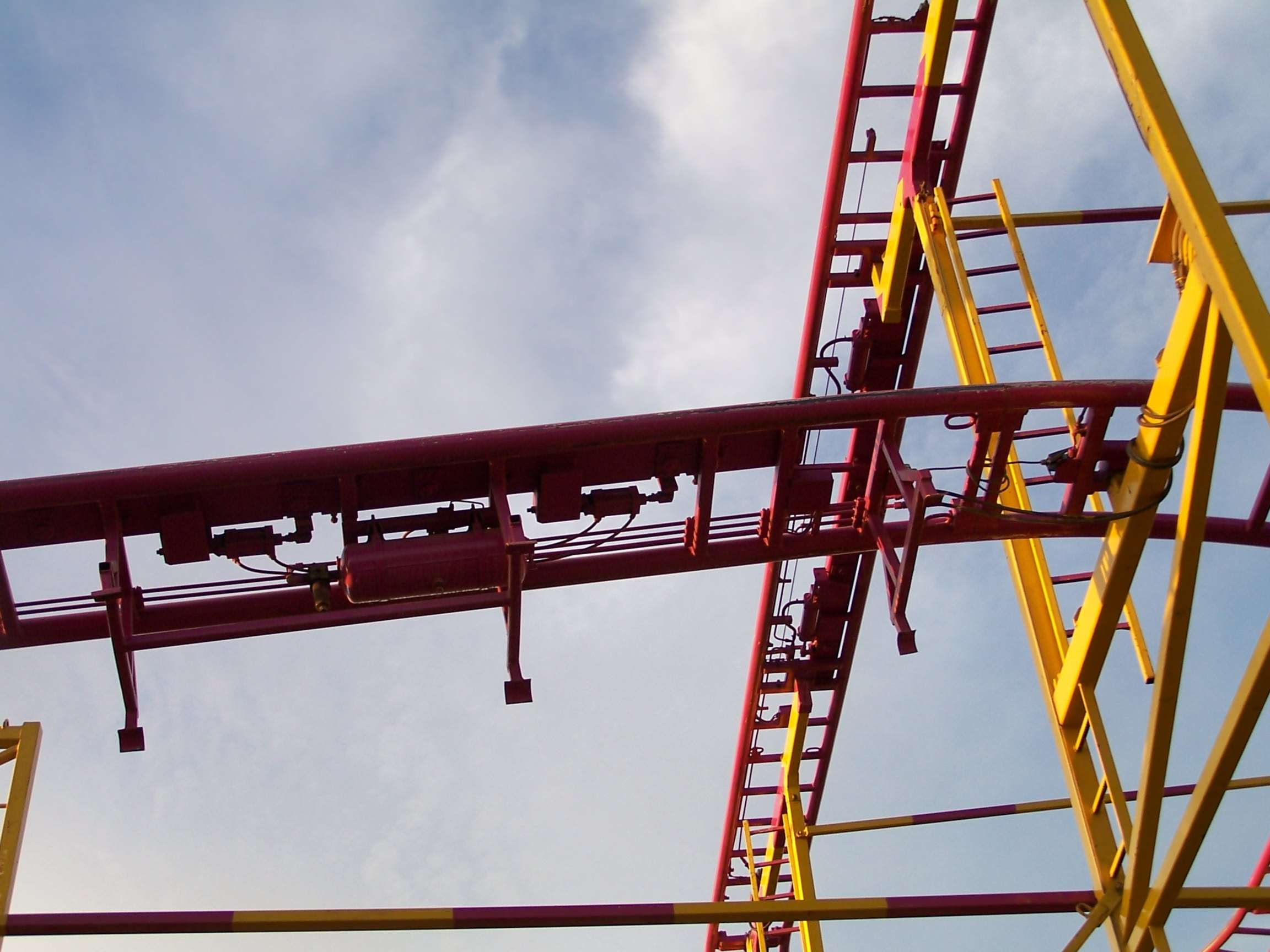
Freni, Wilde Maus
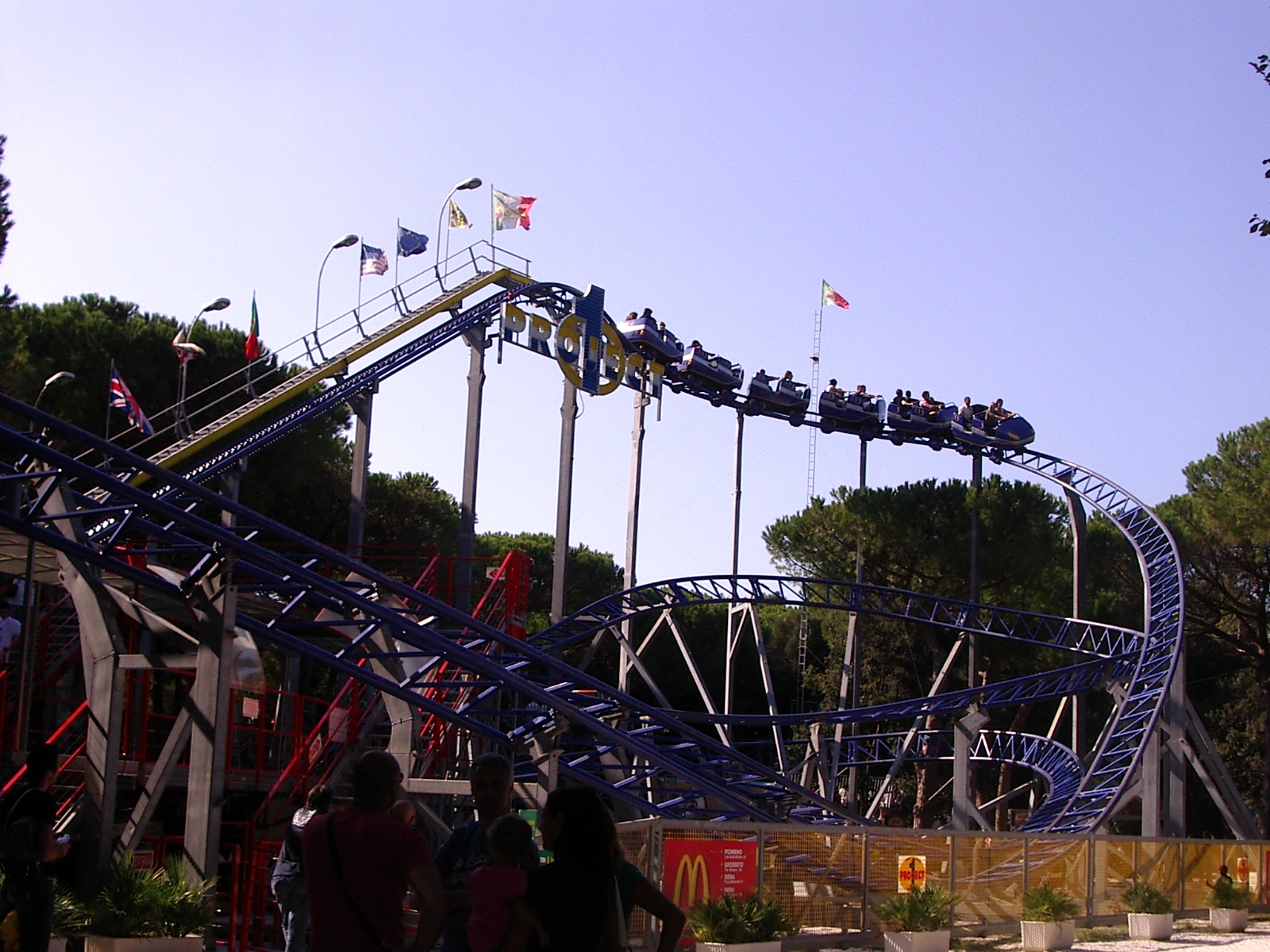
Project 1, montagna russa di produzione italiana al Cavallino Matto